# Dinitơ tetroxide
Đinitơ tetroxide, là một hợp chất vô cơ có thành phần chính gồm hai nguyên tố nitơ và oxy và có công thức hóa học được quy định là N2O4. Hợp chất này là một thuốc thử hữu ích trong các phản ứng tổng hợp hóa học. Hợp chất này cũng tạo thành một hỗn hợp cân bằng với nitơ dioxide:
{\displaystyle {\ce {2NO2<=>N2O4}}}

## Ứng dụng

### Dùng làm nhiên liệu tên lửa
Đinitơ tetrOxide được sử dụng làm chất oxy hóa trong một trong những loại nhiên liệu tên lửa quan trọng vì nó có thể được lưu trữ dưới dạng chất lỏng ở nhiệt độ phòng. Vào đầu những năm 1944, các nhà khoa học người Đức đã tiến hành các nghiên cứu về khả năng sử dụng hợp chất đinitơ tetroxide đóng vai trò là chất oxy hóa cho nhiên liệu tên lửa, mặc dù Đức Quốc Xã chỉ sử dụng nó ở mức rất hạn chế như một chất phụ gia cho S-Stoff (axit nitric "bốc khói"). Hợp chất này sau đó trở thành chất oxy hóa có thể lưu trữ được lựa chọn cho nhiều tên lửa ở cả Mỹ và Liên Xô vào cuối những năm 50 của thế kỉ XX.